# Lamparilla
Lamparilla ist eine spanische Operette (Zarzuela) in drei Akten von Francisco Asenjo Barbieri nach einem Libretto von Luis Mariano de Larra. Der Titel des Originals lautet „El Barberillo de Lavapiés“. Das Werk erlebte seine Uraufführung am 19. Dezember 1874 im Teatro de la Zarzuela in Madrid. Eine Neubearbeitung für den deutschen Sprachraum entstand 1955 durch Knepler und Tisch (Libretto) sowie Gerhard (Musik). Der Artikel behandelt diese Fassung.

## Orchester
Zwei Flöten, zwei Oboen, zwei Klarinetten, zwei Fagotte, vier Hörner, drei Trompeten, drei Posaunen, Schlagwerk und Streicher

## Handlung
Ministerpräsident Grimaldi ist beim Volk verhasst, weil es unter seinem strengen Regiment stark zu leiden hat. Auch Maria Luise, der Infantin, ist Grimaldis Regierungsstil zuwider. Sie plant deshalb, ihn zu stürzen. Eine Verbündete ist ihr dabei die Marquesa Estrella del Vierzo, ihre Hofdame. Die beiden haben auch schon einen Nachfolger für Grimaldi im Auge: den liberal gesinnten Floridablanca. Jetzt gilt es dafür zu sorgen, dass ihm beim König heimlich eine Audienz gewährt werden kann. Pech ist nur, dass Estrella ausgerechnet mit Don Luis de Haro, dem Polizeihauptmann, verlobt ist; denn dieser muss kraft seines Amtes zwangsläufig auf der Seite Grimaldis stehen.
Auf der Suche nach weiteren Verbündeten gelingt es Marquesa Estrella, ihre Schneiderin Paloma und vor allem deren Verehrer, den listigen Lamparilla, auf ihre Seite zu ziehen. Lamparilla kennt jemand bei der Polizei und gibt dessen Warnungen an die Marquesa weiter. Einmal wird er dabei ertappt und muss zur Strafe eine Woche im Gefängnis verbringen. Wieder auf freiem Fuß, sorgt er sogleich dafür, dass auf der Hauptstraße ein riesiger Tumult ausgelöst wird. Dabei kommt ihm ausgerechnet der Polizeihauptmann zu Hilfe, den er auf der gegnerischen Seite geglaubt hat. Don Luis führt seine eigenen Polizisten an der Nase herum und geleitet Floridablanca sicher zum Schloss des Königs. 
Als Grimaldi die gegen ihn gerichtete Verschwörung zugetragen wird, sendet er sogleich seine Häscher aus, um die Aufständischen verhaften zu lassen. Fast wäre ihnen dies auch gelungen, aber buchstäblich in letzter Minute trifft die Nachricht ein, dass der König Grimaldi seines Amtes enthoben und ihn des Landes verwiesen hat. Zu seinem Nachfolger wurde der liberale Floridablanca ernannt. Don Luis hatte ein gutes Gespür dafür, rechtzeitig die Seiten zu wechseln. Er wird deshalb zum neuen Polizeipräsidenten befördert. Darüber freut sich besonders die Marquesa Estrella del Vierzo, seine künftige Gattin. Und was geschieht mit Lamparilla, der Titelfigur? Auch er wird natürlich befördert und darf sich fortan königlicher Hofschneider nennen und endlich seine geliebte Paloma zum Traualtar führen.

## Musik
In der Musik dominieren stark folkloristisch angehauchte Töne. Besonders ausgeprägt ist dieser Stil in den dankbaren Ballettszenen. Auch der Chorpart ist sehr wirkungsvoll. „El Barberillo de Lavapies“ gilt als Krönung der Gattung Zarzuela und damit als „Die Fledermaus“ Spaniens. 